# Auflösung (Fotografie)

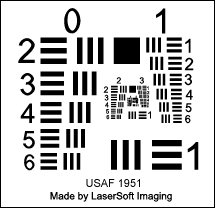
SilverFast Resolution Target USAF 1951 zur Messung des Auflösungsvermögens

Als Auflösung oder Auflösungsvermögen bezeichnet man in der Fotografie die Fähigkeit eines Objektivs, Films, Sensors und der Datenverarbeitung, Strukturen voneinander abgegrenzt wiederzugeben.

## Theorie
Für die Definition von Auflösung existieren keine allgemeingültigen optotechnischen Standards. Tolerierbare Abweichungen (Unschärfe, Störungen, Kontrast etc.) werden unterschiedlich bewertet. Auch für einen Vergleich der Auflösung auf einem Film und Sensor gibt es kein geeignetes Verfahren. Zum einen bleiben Struktureffekte (beispielsweise Moiré) unberücksichtigt, zum anderen hängt das Testergebnis maßgeblich von der Toleranzdefinition ab.
In der Praxis werden zur Ermittlung des Auflösungsvermögens Testaufnahmen von Strichmustern angefertigt. In der analogen Fotografie wird ein Film mit einem Strichraster belichtet, das einen immer geringer werdenden Abstand (zunehmende Ortsfrequenz) hat. Traditionell wurde mit einem Mikrodensitometer gemessen, wie stark die Unterscheidungen zwischen den immer enger werden Linien sind. Die Ermittlung des Bildauflösungsvermögens erfolgt durch Abzählen der noch erkennbaren Anzahl von Strichintervallen pro Millimeter. Der ermittelte Wert wird auch Modulationsübertragungsfunktion genannt. Für die Abgrenzung von farbigen Mustern werden mehrfarbige Vorlagen, wie zum Beispiel Weißlichtinterferogramme oder farbige Rauschmuster verwendet.
Abbildung: Testmuster zur Bestimmung des Auflösungsvermögens von fotografischen Objektiven, Filmen und Sensoren

## Praxis
Es lässt sich immer noch eine Unterscheidung im Strichraster wahrnehmen, auch wenn diese Unterscheidung unscharf oder mit Störungen versehen ist.

Wird der Ausschnitt eines Siemenssterns reproduziert, so ergibt sich für das digitale Bild (mittig) ein anderes Auflösungsmuster als für das analoge Bild (rechts).

Aus diesem Grund wird bei jedem Messverfahren eine Toleranzgrenze festgelegt. Damit wird die Menge tolerierbarer Abweichungen (Unschärfe, Störungen, Kontrast, …) definiert.

## Digitales Auflösungsvermögen
Bei den Sensoren von Digitalkameras wird die Auflösung in Linienpaaren pro Millimeter angegeben. Da diese Auflösung letztlich, wie beim Film auch, aber nicht nur vom Kamerasensor, sondern auch vom verwendeten Objektiv abhängt, ergeben sich hierbei nur Anhaltswerte. Zusätzlich spielt bei der Auflösung auch die Software der Kamera in Kombination mit dem Sensor eine größere Rolle.
Zu Beginn der digitalen Fotografie wurde auch die Anzahl der Pixel zur Orientierung über die Auflösung verwendet. Diese Anzahl wird meist in Megapixeln angegeben. Die tatsächlich von der Kamera erreichte Auflösung hängt jedoch nicht nur von der Anzahl der Pixel, sondern auch der Größe des Bildsensors sowie der von der Kamera zur Verarbeitung der Bildsignale verwendeten Hard- und Software ab. Eine Messung der tatsächlich physikalisch vorhandenen Auflösung kann nur über eine differenzierte Messmethode ermittelt werden. Für solche Messverfahren gibt es noch keinen einheitlichen Standard, so dass zum Teil starke Schwankungen der Messergebnisse entstehen.
Unter anderem muss berücksichtigt werden, dass Struktureffekte (beispielsweise Moiré) das Messergebnis verändern können.

Verschiedene Ausschnitte ein und desselben Fotos: Der mittlere Ausschnitt ist von Artefakten überlagert (Moiré).
Ohne Berücksichtigung von Struktureffekten kann die Auflösung nicht eindeutig ermittelt werden.

## Analoges Auflösungsvermögen
Bei der analogen Fotografie hängt es vor allem von der Körnung des Filmmaterials ab.
Ausgewählte Farbnegativ- und Umkehrfilme:
- Die Körnigkeit wird als RMS-Wert angegeben.
- Das Auflösungsvermögen wurde bei verschiedenen Objektkontrasten (1,6:1 und 1000:1) gemessen und wird in Linien pro Millimeter angegeben.

| Filmtyp                           | Körnigkeit (RMS) | Auflösungsvermögen in L/mm bei Objektkontrast | Auflösungsvermögen in L/mm bei Objektkontrast |
| Filmtyp                           | Körnigkeit (RMS) | 1,6:1                                         | 1000:1                                        |
| --------------------------------- | ---------------- | --------------------------------------------- | --------------------------------------------- |
| Farbumkehrfilme                   |                  |                                               |                                               |
| Fujichrome Velvia 100 F (100 ASA) | 8                | 80                                            | 160                                           |
| Fujichrome Astia 100 F (100 ASA)  | 7                | 60                                            | 140                                           |
| Agfachrome RSX II 100             | 10               | 50                                            | 125                                           |
| Ektachrome 100 prof.              | 11               | 50                                            | 100                                           |
| Farbnegativfilme                  |                  |                                               |                                               |
| Kodak Royal 25                    |                  | 80                                            | 200                                           |
| Fujicolor Reala 100               | 4                | 63                                            | 125                                           |
| Kodak Ektapress Gold prof. 1600   | 11               | 40                                            | 80                                            |
| Schwarzweißnegativfilme           |                  |                                               |                                               |
| Copex Gigabitfilm 25              | 4                | 90                                            | 900                                           |
| Kodak TMAX 100                    | 8                | 63                                            | 200                                           |